# Tjälvesta
Tjälvesta är en herrgård i södra Närke i Snavlunda socken numera ingående i Askersunds kommun.
Tjälvesta omtalas 1566, och skall ursprungligen ha tillhört Lasse Christianssons förfäder. Hans svärson Nils Nilsson, adlad Stiernflycht. Ätten Stiernflycht kom att äga gården fram till 1797.
Gårdsbyggnaderna består av en huvudbyggnad med två flyglar, strax norrut längs vägen finns längor med bland annat vagnslider. Byggnader för boskapsskötsel finns strax norrut och flera byggnader som tidigare inhyste arbetare, rättare och liknande personal inom en radie av ca 3-500 meter. Gården är belägen på en mindre höjd mellan sjöarna Veden och Bysjön som tidigare var utrustade med bryggor och båthus. Bysjön gränsar till ett naturvårdsområde benämnt Tjälvesta ängar (ingående i ett större område benämnt Snavlunda ängar) vars blomprakt om våren och i midsommartid drar till sig många naturintresserade besökare. 
Gården har senare ägts av bland annat familjerna Burenstam och de Geer. Från 1950 var författarinnan Berit Spong och hennes make Bertil Malmrot innehavare av gården.